# Certification des établissements de santé
La certification des établissements de santé est une procédure d’évaluation externe des établissements de santé publics et privés effectuée par des professionnels mandatés. 
Cette procédure, indépendante de l’établissement et de ses organismes de tutelle, porte sur le niveau des prestations et soins délivrés aux patients et la dynamique d’amélioration de la qualité et de la sécurité des soins mise en œuvre par les établissements. Elle s'adresse aux établissements de santé et aux installations autonomes de chirurgie esthétique.

## Définition

### Qu’est-ce que la certification?
La certification des établissements de santé est une évaluation externe de la qualité et de la sécurité des soins dans les hôpitaux et cliniques français. 
Cette évaluation globale et indépendante s'attache plus particulièrement à évaluer la capacité de l'établissement de santé à s’engager dans une amélioration continue de la prise en charge des patients reposant notamment sur l’identification et la maîtrise de ses risques.  
Conçue et mise en œuvre par la Haute Autorité de Santé (HAS), elle est réalisée en France tous les quatre ans. Chaque établissement doit répondre à 85 critères d’un manuel de certification élaboré par la HAS. La HAS a obtenu de l’ISQua (International Accreditation Programme) en octobre 2014 le renouvellement de son accréditation[réf. souhaitée] pour son activité de certification.
Une visite de certification est réalisée à l’issue de chacune de ces périodes de quatre ans par des experts-visiteurs mandatés et formés par la HAS. Ce sont des professionnels du domaine de la santé : directeurs d’hôpital ou de clinique, médecins et soignants (en particulier des cadres de santé infirmiers, responsables de services, responsable qualité, gestionnaires de risques). 
Tous les résultats sont disponibles par établissement sur Scope Santé, le site d’information publique sur la qualité des soins dans les établissements de santé lancé par la Haute Autorité de Santé en 2013.

### Ce que n'est pas la certification?
La certification des établissements de santé ne sert ni à établir un palmarès des hôpitaux et cliniques, ni à noter les médecins, les soignants et les services. Elle évalue principalement l’organisation d’un établissement et sa capacité à mettre en place les mécanismes lui permettant d’améliorer la qualité et la sécurité des soins. En effet, les mesures de prévention et de traitement des risques associés aux soins relèvent beaucoup de mesures devant assurer le bon fonctionnement collectif (un dossier du patient bien organisé et accessible, une  check-list réalisée entre les professionnels au bloc opératoire par exemple).
La certification des établissements de santé n’est pas un dispositif de police sanitaire : les démarches d’inspection et de contrôle des établissements sanitaires, sociaux et médico-sociaux relèvent des Agences régionales de santé (ARS).
La certification n’est pas attribuée par service hospitalier ou par pôle. C’est une démarche qui porte sur l’ensemble de l’établissement.

## Diverses politiques nationales
L'adoption de programmes de certification des établissements de santé n'est pas systématique dans le monde :
| État d'avancement du programme | Pays                               |
| ------------------------------ | ---------------------------------- |
| programme existant             | 1. France                          |
| programme existant             | 2. Pays-Bas (en)                   |
| programme existant             | 3. Royaume-Uni (en)                |
| programme existant             | 4. Irlande (en)                    |
| programme existant             | 5. Écosse                          |
| programme existant             | 6. Espagne (en)                    |
| programme existant             | 7. Portugal (en)                   |
| programme existant             | 8. Allemagne (en)                  |
| programme existant             | 9. Lettonie (en)                   |
| programme existant             | 10. Système de santé de la Pologne |
| programme existant             | 11. République tchèque (en)        |
| programme existant             | 12. Bulgarie (en)                  |
| programme existant             | 13. Finlande (en)                  |
| programme existant             | 14. Luxembourg                     |
| programme existant             | 15. Italie (en)                    |
| en développement               | 16. Danemark (en)                  |
| en développement               | 17. Lituanie (en)                  |
| en cours de discussion         | 18. Hongrie (en)                   |
| en cours de discussion         | 19. Slovaquie                      |
| absence de programme           | 20. Chypre (en)                    |
| absence de programme           | 21. Autriche (en)                  |
| absence de programme           | 22. Malte (en)                     |
| absence de programme           | 23. Grèce                          |
| absence de programme           | 24. Suède (en)                     |
| absence de programme           | 25. Estonie (en)                   |
| absence de programme           | 26. Slovénie (en)                  |
| aucune information             | 27. Roumanie (en)                  |

## Structures concernées
La certification des établissements de santé concerne les hôpitaux et cliniques (secteur sanitaire) :
- les établissements de santé publics : centres hospitaliers régionaux (CHR), centres hospitaliers universitaires (CHU), centres hospitaliers, centres hospitaliers locaux, établissements publics de santé mentale…
- les établissements de santé privés à but non lucratif : établissements de santé privés d’intérêt collectif, centres régionaux de lutte contre le cancer…
- les établissements de santé privés à but lucratif : cliniques et hôpitaux privés…
- les installations autonomes de chirurgie esthétique.

Les activités médico-sociales (hébergement en maison de retraite) même lorsque celles-ci s’exercent au sein d’un établissement de santé relèvent d’un autre dispositif d’évaluation conduit par l'Agence nationale de l'évaluation et de la qualité des établissements et services sociaux et médico-sociaux (l’Anesm).
Enfin, les activités d’enseignement et de recherche des hôpitaux et cliniques ne font pas partie du champ de la certification des établissements de santé.

## Objectifs
Depuis 1999, la certification des établissements de santé apporte un cadre de méthodes pour développer la qualité et la sécurité des soins dans les hôpitaux et cliniques. Elle a en particulier pour objectifs :
- d’améliorer la qualité et la sécurité des soins délivrés aux patients ;
- de promouvoir des démarches d’évaluation et d’amélioration des pratiques professionnelles dans les établissements ;
- d’apprécier la capacité des établissements de santé à s’organiser en fonction des besoins et des attentes des patients ;
- d’impliquer, responsabiliser les professionnels à tous les stades de la démarche qualité.

## Historique & principes des différentes versions de la certification
La certification des établissements de santé (appelée accréditation jusqu’en 2004) est lancée en 1999. Cette première version est appelée V1.
La 2e version de la certification (appelée V2 puis V2007), mise en place en 2005 a cherché à renforcer la mesure du niveau de qualité et l’implication des médecins dans la certification, au travers notamment du renforcement des exigences sur l’évaluation des pratiques professionnelles (EPP).
La procédure dite V2010 lui a succédé en 2010 sur la base d’un nouveau manuel de certification qui met l’accent sur 13 priorités intitulées « pratiques exigibles prioritaires » :
1. politique et organisation de l’évaluation des pratiques professionnelles (EPP)
2. gestion des risques
3. gestion des événements indésirables
4. maîtrise du risque infectieux
5. système de gestion des plaintes et réclamations
6. prise en charge de la douleur
7. prise en charge et droits des patients en fin de vie
8. gestion du dossier du patient
9. accès du patient à son dossier
10. identification du patient à toutes les étapes de sa prise en charge
11. démarche qualité de la prise en charge médicamenteuse du patient
12. prise en charge des urgences et des soins non programmés
13. organisation du bloc opératoire.

De plus, cette 3e version de la certification introduit l’utilisation des résultats des indicateurs généralisés afin de développer la culture de la mesure de la qualité des soins.
Fin 2014, tous les établissements auront été visités dans le cadre de la V2010[réf. nécessaire].
Les premières visites de l’actuelle version, V2014 débuteront en 2015.
La certification V2014 est construite sur la base des principes suivants : 
- un cycle de certification plus continu et plus synchronisé avec des rendez-vous plus réguliers entre l’établissement et la HAS ;
- la mise en place du compte qualité[8], outil de la continuité et du pilotage de la certification ;
- de méthodes de visites[9] plus performantes d’évaluation des prises en charge ;
- une diffusion améliorée des résultats avec une mise en exergue des bonnes pratiques comme des points à améliorer ;
- un manuel inchangé (par rapport à la V2010).

## Déroulement d’une procédure

### Certification V2010
L’établissement de santé réalise une autoévaluation sur la qualité de ses organisations et de ses pratiques puis l’adresse à la HAS.
Cette autoévaluation sert de support aux experts-visiteurs missionnés par la HAS pour mener la visite de certification dont l’objectif est d’apprécier sur le terrain le niveau de qualité atteint.
Les experts-visiteurs se rendent dans les services, rencontrent les professionnels de santé et des patients.
À l’issue de la visite, ils rédigent un rapport sur lequel la HAS s’appuie pour produire un rapport de certification et formuler une
décision de certification. L’établissement a alors la possibilité de formuler un recours gracieux auprès de la HAS à l’encontre de toutes les décisions prononcées. 
Le rapport final comporte les décisions de la HAS. Il est ensuite transmis à l’établissement de santé ainsi qu’à l’Agence régionale de santé (ARS) compétente. Enfin, il est mis en ligne sur le site internet de la HAS.

### Certification V2014
L’établissement de santé s’engage dans la procédure en envoyant à la HAS de façon dématérialisée, un ensemble d’informations regroupé dans un nouvel outil nommé compte qualité. Le compte qualité permet la valorisation et le suivi du dispositif d’amélioration de la qualité et de gestion des risques mis en place par l’établissement.
Six mois après la remise des données du compte qualité, des experts-visiteurs missionnés par la HAS mènent une visite de certification. La visite permet d’établir si l’établissement a rempli ses engagements et a mis en place une démarche d’amélioration de la qualité et de la sécurité des soins.
Elle utilise de nouvelles méthodes notamment celle du « patient traceur » qui permet, de mieux évaluer la qualité de la prise en charge, en étudiant le déroulement du séjour de patients au travers de l’analyse du dossier du patient en équipe et de la rencontre du patient et/ou de ses proches avec l’expert-visiteur.
Comme dans la certification V2010, les experts-visiteurs rédigent un rapport sur lequel la HAS s’appuie pour formuler une décision de certification et produire un rapport de certification.
Deux ans après avoir remis à la HAS le premier compte qualité, l’établissement de santé envoie un deuxième compte qualité, mis à jour à partir du précédent.

## Processus décisionnel – résultats de certification
Pour chaque établissement, la HAS prononce un niveau global de certification.
Une commission dédiée, la commission de certification des établissements de santé (CCES), participe à l'instruction des dossiers de certification de chaque établissement. La CCES est présidée par un membre du Collège de la HAS et est composée de 21 personnes incluant des représentants d’usagers, des médecins, des professionnels de santé, des gestionnaires, des experts désignées par le Collège de la Haute Autorité de Santé sur la base d'un appel à candidatures et de leur expérience. Cette commission participe également aux débats et à la construction de la stratégie générale et des méthodes de certification.

### Certification V2010: cinq niveaux de décision
- Certification (sans recommandation, ni réserve, ni réserve majeure) : il s’agit du meilleur niveau de certification.
- Certification avec recommandation(s) : la HAS a décidé de certifier l’établissement en émettant une ou plusieurs recommandations d’amélioration.
- Certification avec réserve(s) : l’établissement est certifié, cependant la HAS émet une réserve sur un ou plusieurs critères. Dans ce cas, l’établissement doit démontrer sa capacité à s’améliorer dans un délai défini par la HAS. Il est considéré comme étant « en cours de suivi » en attendant la décision définitive de la HAS. Celle-ci peut aboutir à une levée ou à un maintien de la réserve.
- Sursis à la certification : la décision de surseoir à la certification est appliquée aux établissements dans lesquels des dysfonctionnements importants ont été constatés et pour lesquels la HAS a émis des « réserves majeures ». Dans ce cas, la HAS diffère sa décision de certification. L’établissement de santé n’est donc pas certifié dans l’attente des résultats d’une visite de suivi imposée dans un délai allant de 3 à 12 mois. Si, à l’issue de ce suivi, des améliorations suffisantes sont constatées, la HAS prononce une certification (avec recommandation(s) ou réserve(s) selon les cas). Sinon, une décision de non certification est prononcée.
- Non certification : décision prononcée en cas de manquements majeurs aux exigences de la HAS, non levés au cours du suivi mis en place par la HAS.

### Certification V2014: trois niveaux de décision
- Certification : l’établissement est certifié. Cette certification peut s’accompagner d’une ou plusieurs recommandations d’amélioration.
- Sursis à la certification : la décision de surseoir à la certification est appliquée aux établissements dans lesquels des dysfonctionnements assez importants voire importants ont été constatés et pour lesquels la HAS a émis des « réserves » ou « réserves majeures ». Dans ce cas, la HAS diffère sa décision de certification. Dans l’attente des résultats d’une visite de suivi imposée dans un délai allant de 3 à 6 mois, l’établissement de santé n’est donc pas certifié. Si, à l’issue de ce suivi, des améliorations suffisantes sont constatées, la HAS prononce une certification. Sinon, une décision de non certification est prononcée.
- Non certification : décision prononcée en cas de manquements majeurs aux exigences de la HAS : 
  - au moins une réserve ou réserve majeure est prononcée et n’est pas levée au moment de la visite de suivi ;
  - au moins un tiers des thématiques fait l’objet de réserves ou de réserves majeures et il est constaté la récurrence de problématiques identifiées lors de la précédente procédure.

Les résultats de certification sont publiés par établissement sur le site consacré à l’information des patients, lancé par la Haute Autorité de Santé : Scope Santé avec possibilité de comparaison entre établissements et de personnalisation des critères.

## Rappel législatif et réglementaire
Plusieurs textes réglementaires régissent le dispositif de certification des établissements de santé. Le texte fondateur de la certification (dénommée initialement accréditation) des établissements de santé est «l’ordonnance Juppé» de 1996 . Cette ordonnance crée l’Agence nationale d’accréditation et d’évaluation en santé (Anaes), établissement public administratif rattaché au ministère de la Santé. Elle stipule que tous les établissements de santé disposent de cinq ans (soit jusqu’en 2001) pour s’engager dans une procédure d’accréditation rendue obligatoire et conduite par l’Anaes. L’objectif clairement défini est d’améliorer la qualité et la sécurité des soins dans les établissements de santé.
En 2004, le législateur crée la Haute Autorité de Santé (HAS) et lui confie l’intégralité des missions de l’Anaes, dont la certification des établissements de santé. Cette loi marque également un changement de vocable, le terme «certification» est substitué au terme « accréditation » désormais réservé à une autre procédure concernant les médecins et les équipes médicales issus des spécialités dites à risque comme la chirurgie ou l’anesthésie. 